# South Carolina National Guard

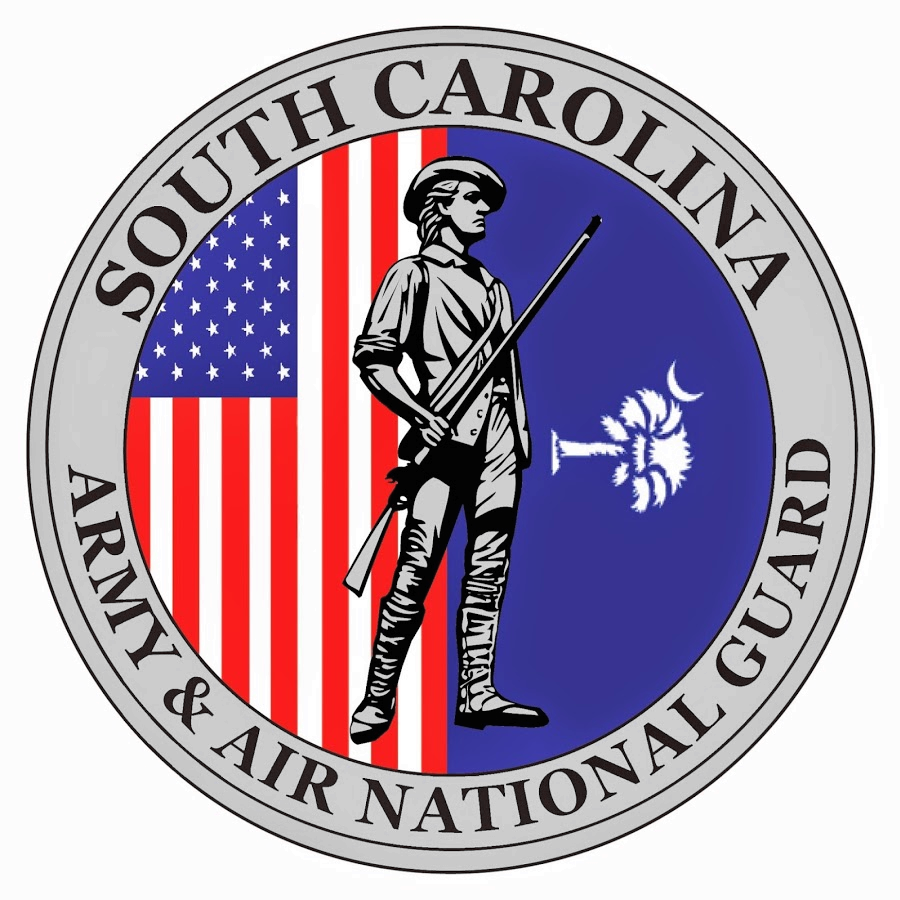
Logo der South Carolina National Guard

Die South Carolina National Guard (SCNG) des South Carolina Military Department des US-Bundesstaates South Carolina ist Teil der im Jahr 1903 aufgestellten Nationalgarde der Vereinigten Staaten (akronymisiert USNG) und somit auch Teil der zweiten Ebene der militärischen Reserve der Streitkräfte der Vereinigten Staaten.

## Organisation
Die Mitglieder der Nationalgarde sind freiwillig Dienst leistende Milizsoldaten, die dem Gouverneur von South Carolina (aktuell Henry McMaster) unterstehen. Bei Einsätzen auf Bundesebene ist der Präsident der Vereinigten Staaten Commander-in-Chief. Adjutant General of South Carolina ist Major General Van McCarty. Die Nationalgardeeinheiten des Staates werden auf Bundesebene vom National Guard Bureau (Arlington, VA) unter General Steven Nordhaus koordiniert.
Die South Carolina National Guard besteht aus den beiden Teilstreitkraftgattungen des Heeres und der Luftstreitkräfte, namentlich der Army National Guard und der Air National Guard. Die South Carolina Army National Guard hatte 2017 eine Stärke von 9.094 Personen, die South Carolina Air National Guard eine von 1.314, was eine Personalstärke von gesamt 10.408 ergibt.

## Geschichte
Die South Carolina National Guard führt ihre Wurzeln auf die Gründung von Milizverbänden der Province of Carolina im Jahr 1670 zurück. Die Nationalgarden der Bundesstaaten sind seit 1903 bundesgesetzlich und institutionell eng mit der regulären Armee und Luftwaffe verbunden, so dass (unter bestimmten Umständen mit Einverständnis des Kongresses) die Bundesebene auf sie zurückgreifen kann. South Carolina unterhält auch eine Staatsgarde, die South Carolina State Guard.

## Wichtige Einheiten und Kommandos
- Joint Forces Headquarters in Columbia

### Army National Guard
- 218th Maneuver Enhancement Brigade (218th MEB) in Charleston
  - Headquarters and Headquarters Company (HHC) in Charleston
  - 1st Battalion, 118th Infantry Regiment in Mullins
  - 4th Battalion, 118th Infantry Regiment, Union (30th ABCT)
  - 218th Brigade Support Battalion (218th BSB) in Varnville
  - 111th Signal Company in North Charleston
  - 108th Chemical Company in North Charleston
- 228th Signal Brigade in Spartanburg
  - HHC in Spartanburg
  - 151st Signal Battalion in Greenville
- 59th Troop Command, West Columbia
  - 122nd Engineer Battalion, Edgefield
  - 178th Engineer Battalion, Rock Hill
  - 51st Military Police Battalion (51st MPB) in Florence
  - 751st Combat Sustainment Support Battalion (751st CSSB) in Newberry
  - 1050th Transportation Battalion in Newberry
- 59th Aviation Troop Command (59th ATC) in McEntire JNGB
- 2nd Battalion (General Support) Battalion, 238th Aviation Regiment in der Army Aviation Support Facility Donaldson Field in Greenville
- 43rd Civil Support Team (43rd CST) in West Columbia
- 1051st Judge Advocate General Detachment (1051st JAGD) in Columbia
- Detachment 24, OSACOM
- 108th Public Affairs Detachment (108th MPAD)
- 246th Army Band
- 251st Medical Company
- 218th Regiment (Leadership)

### Air National Guard
- 169th Fighter Wing auf der McEntire Joint National Guard Base in Columbia
- Air National Guard Recruiting